# Werner Witthuhn

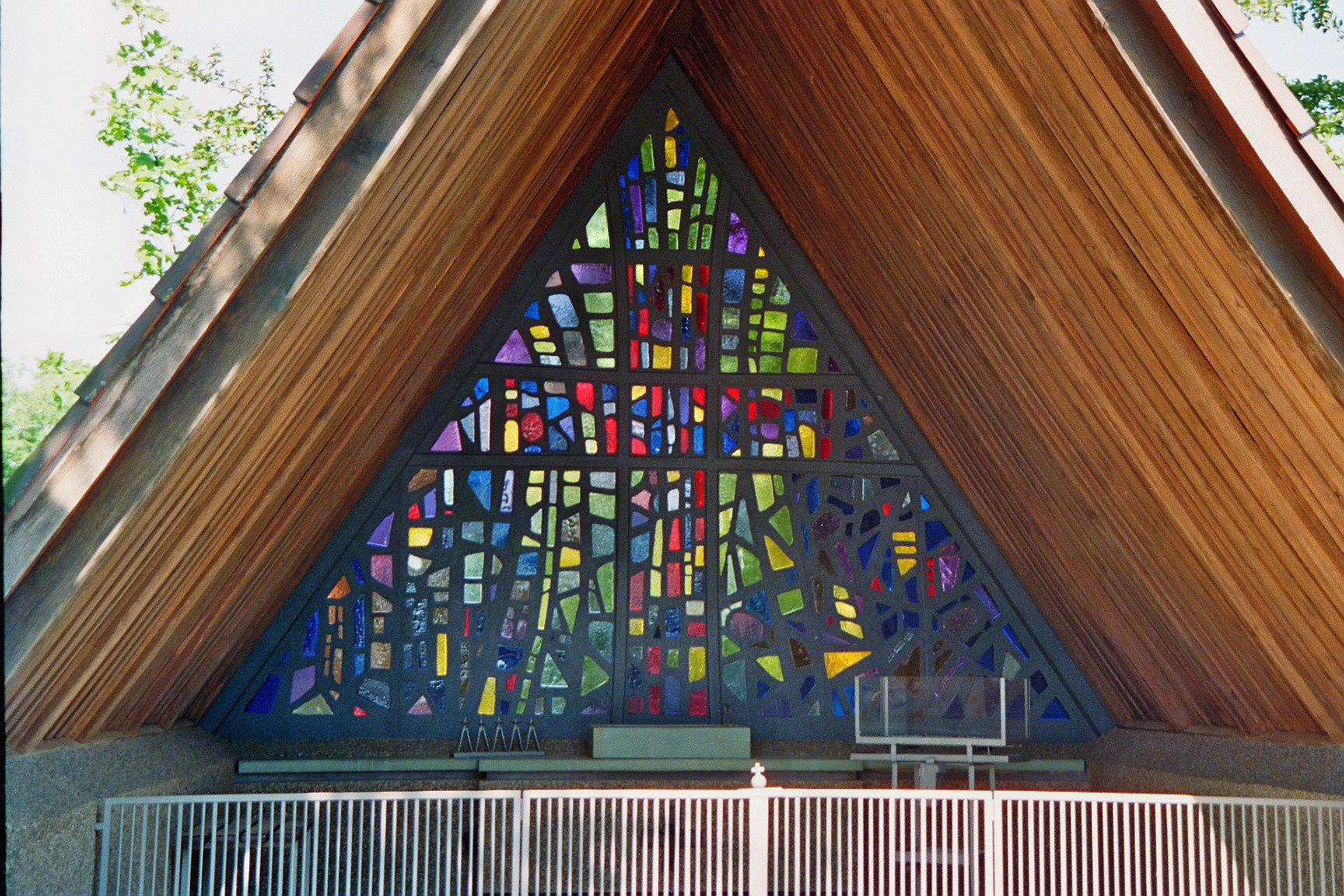
Von Werner Witthuhn gestaltete Kriegergedächtnisstätte

Werner Witthuhn (* 4. Dezember 1926 in Riesenbeck; † 1. Juni 1981 in Rheine) war ein deutscher Maler. 

## Leben

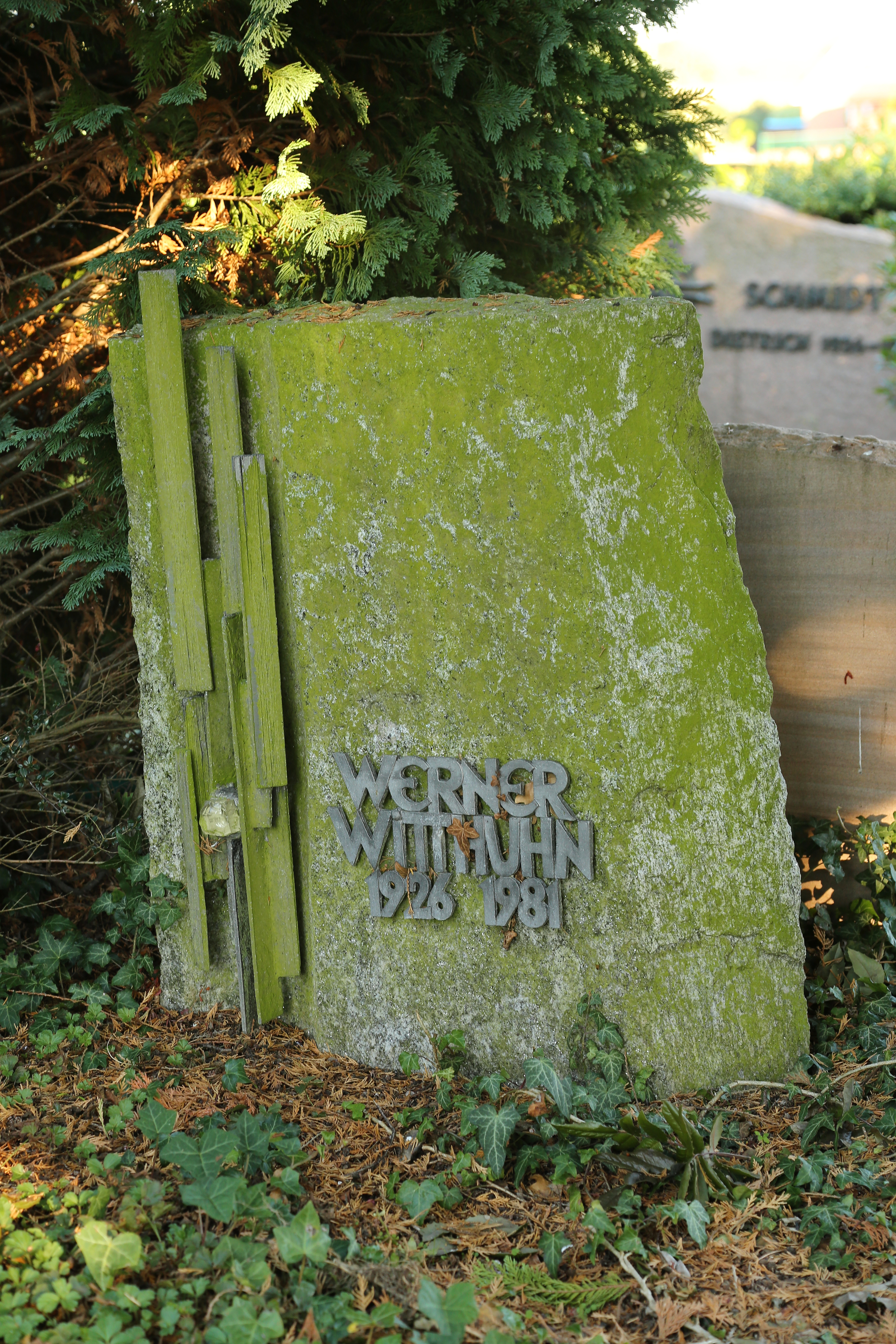
Grab Werner Witthuhns auf dem Katholischen Friedhof in Riesenbeck.

Witthuhn wurde als Sohn eines Riesenbecker Ortspolizisten geboren. Er besuchte die Volksschule in Riesenbeck, danach das Dionysianum in Rheine. 
Im Zweiten Weltkrieg wurde er als 17-Jähriger zum Flieger ausgebildet und geriet 1943 in sowjetische Gefangenschaft. Erst 1946 kehrte er in die Heimat zurück.
Vom Maler und Grafiker Bernhard Bröcker nach dem Krieg ausgebildet, besuchte er die Werkkunstschule Münster. Danach studierte er an der Kunstakademie Düsseldorf, wo er zum Meisterschüler ernannt wurde.
Ab 1959 arbeitete Witthuhn als freischaffender Maler und Grafiker, 1967 wurde er wissenschaftlicher Mitarbeiter und Zeichner an der Augenklinik der Universität Münster. Ab 1970 war er Kunsterzieher an der städtischen Realschule in Borghorst, heute Steinfurt. 1973 zog er mit seiner Lebensgefährtin nach Rheine um. Dort starb Werner Witthuhn am 1. Juni 1981 nach langer schwerer Krankheit. Seine letzte Ruhe fand er auf dem Katholischen Friedhof seines Geburtsortes Riesenbeck.